# Anton Jivaev
Anton Jivaev (* 1976 in Taschkent, Usbekistan)   ist ein russischer Bratschist.

## Leben
Jivaev wurde in dritter Generation in eine russische Musikerfamilie hineingeboren. Im Alter von sieben Jahren kam er zu Nathan Mendelssohn an die „Uspenskij-Schule“, ein Musikgymnasium für musikalisch hochbegabte Kinder, das an das Staatliche Konservatorium Usbekistans in Taschkent angeschlossen ist. Mit 14 Jahren wurde er in das usbekische Kammerorchester „The Uzbekistan Soloists“ aufgenommen.
Nach seinem Schulabschluss wurde er am Konservatorium angenommen, wechselte von der Geige zur Bratsche und studierte drei Jahre bei Alexander Polonsky.
Im Jahr 1997 ging Jivaev in die USA und studierte in Pittsburgh am „Artist Diploma Program“ der Duquesne University bei Randolph Kelly, dem Solo-Bratschist beim „Pittsburgh Symphony Orchestra“. Als Gewinner des „Duquesne Concerto Competition“ spielte er im April 1999 auch mit dem „Duquesne Symphony Orchestra“.
Im Herbst 1999 begann Jivaev ein Studium an der „Curtis School of Music“ in Philadelphia bei Joseph de Pasquale und später bei Roberto Diaz. Im Dezember 2000 spielte Jivaev an der „Curtis School of Music“ die Uraufführung des “Concertino” für Viola und kleine Besetzung, das ein anderer Absolvent, Yevgeniy Sharlat, speziell für ihn komponiert hatte. Nachdem er im Jahr 2004 sein Studium abgeschlossen hatte, ging Jivaev als Solo-Bratschist des „Curtis Chamber Orchestra“ auf Japan-Tournee unter dem Dirigat von Joseph Silverstein.
Jivaev besuchte auch die Meisterklassen von Pinchas Zukerman, Kim Kashkashian und Gerard Causse.
Ab 2000 war Jivaev Mitglied des „Verbier Festival Orchestra“ unter James Levine und reiste mit diesem zu Gastspielen in die internationalen Metropolen. Er spielte bei den Proms in London, beim „Menton Festival“ in Frankreich und spielte Mozarts Violinenkonzerte mit Maxim Vengerov als Solist bei EMI ein. In den Jahren 2000 bis 2003 konzertierte er mit dem „Delancey Quartet“ und arbeitete mit Isaac Stern, Leon Fleisher, Joseph Kallichstein und dem „Emerson Quartett“ wie auch dem „Guarneri String Quartett“ zusammen, so u. a. auch im Jahr 2001 beim „Isaac Stern Chamber Music Workshop“ in der Carnegie Hall.
Jivaev konzertiert als Solist, in kammermusikalischer Besetzung und mit Orchester wie u. a. mit den New Yorker Philharmonikern, Philadelphia Orchestra, Pittsburgh Symphony Orchestra als Aushilfe, gelegentlich auch gemeinsam mit seinem Neffen – Daniel Khalikov, Violine – und seiner Schwester, der Pianistin Elena Jivaeva.
Von September 2006 bis 2012 war Jivaev als Solo-Bratschist beim „North Carolina Symphony Orchestra“ in Raleigh. Nebenbei arbeitet er als Bratschenlehrer, repariert Streichinstrumenten. Privat liebt er Sport, vor allem Tauchen, und die Arbeit am Computer.
Seit 2012 ist Anton Jivaev als Bratschist beim Gewandhausorchester Leipzig engagiert.

## Preise (Auswahl)
Im Sommer 2000 und 2003 gewann Jivaev den „Oxford University Press Prize“ und den „Isle of Man Bank Special Prize“ als Sonderpreise beim „Lionel Tertis International Viola Competition“. Im Sommer 2002 gewann er den „Verbier Academy Prize“ und im Mai 2003 den 1. Preis des 5. „Towns Music and Art Foundation Competition“.
| Personendaten    | Personendaten                                 |
| ---------------- | --------------------------------------------- |
| NAME             | Jivaev, Anton                                 |
| KURZBESCHREIBUNG | russisch-usbekischer Violinist und Bratschist |
| GEBURTSDATUM     | 1976                                          |
| GEBURTSORT       | Taschkent, Usbekistan                         |